# カレン・マクラスキー

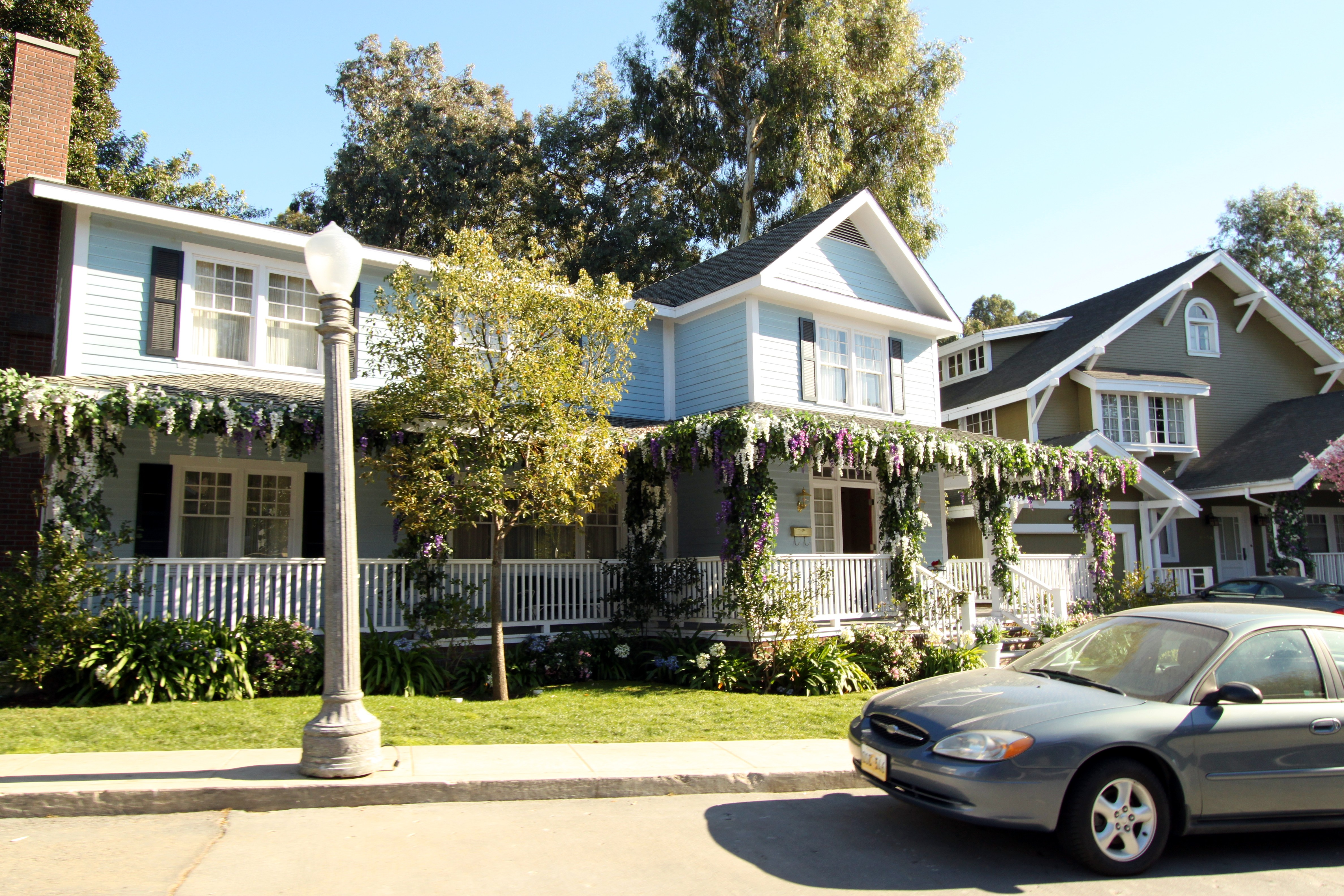
自宅

カレン・マクラスキー（Karen McCluskey）は、アメリカ合衆国のABC『デスパレートな妻たち』に登場する架空の人物。演じるのはキャスリン・ジューステン、日本語版吹き替えは谷育子。

## 人物・経歴
ウィステリア通り4358番地に住む。夫ギルバートの死後は一人暮らし。
隣人たちの素行をうるさく監視・注意し、お節介を近所から迷惑がられている。特にリネットとは長年の天敵同士。
一人息子を12歳で亡くしたらしい。

## シーズン1
スカーボ家の子供たちに、植木鉢や、死んだ息子の作った紙粘土の時計を盗まれ、リネットの家に怒鳴り込んでくるが、自宅に謝りに来た子供たちを優しく諭す。その後、リネットとの口論の最中に通りで倒れ、彼女に病院まで付き添ってもらい、「命の恩人」のリネットに感謝する。友達付き合いをためらうリネットの態度に拗ねてしまうが、リネットが再び手助けをしたのを契機に付き合いが始まる。

## シーズン2
ソリス家の侵入事件を受けて開かれた緊急集会では、住民の出資で警備員を雇うよう強硬に主張、反対するスカーボ夫妻と対立する。その数日後、リネットがトムに子供たちへの危機意識の甘さを知らしめようと、会社の受付係ステューに頼んで双子を誘拐させるシミュレーションを行う。だがステューを本物の誘拐犯を間違えたマクラスキーさんは、ステューに容赦なくスタンガンを浴びせまくる。トムが再び勤め始めたため、ベビーシッターを頼まれ、以後スカーボ家に出入りするようになる。トムの不倫が疑われた時も、リネットに真相を突き止めるよう薦め、子供たちを預かる。その際リネットが「もしトムが浮気していたら？」という質問には「その時はあんたにあたしの銃を貸してあげる。」と言っておりかなり胆の据わった人物である。

## シーズン3
マイクの工具箱をしばらく失敬していたために、マイクに対するモニーク殺害容疑をより深めてしまう。またリネットに幼児性愛者アートへの不安について相談され、この話を近隣住民に広めて抗議行動を組織。腰を痛めて療養中のトムの傲慢さに我慢できず、ピッツェリアに現れ、忙しいリネットに子供たちを押し付けてシッター業を途中放棄する。
長年、死んだ夫の死体を地下室の冷凍庫に隠していたが、停電が起きた際に怪我を負ったため入院。その間アイスを盗もうと地下室に忍び込んだパーカーに見つかる。お見舞いに来たパーカーには真実を話し秘密にするよう約束させるが、実は冷凍庫が停電時にショートしており、死体が腐敗したためアイダに発見され、逮捕される。自供後は家に戻るが、隣人たちに夫殺し扱いされ、スカーボ家のシッターにも呼ばれなくなる。パーカーに真実を打ち明けてシッターに戻ってほしいと頼まれ、ついにリネット達に告白。実は10年前に死んだ夫ギルバートは、遺族年金の受給者を別れた最初の妻に指定したままだった。生活を守るため、夫の死を隠しておく必要があったのだ。この告白で住民たちによるマクラスキーさんへの村八分状態は解け、再びスカーボ家に出入りするようになる。